# Frédérique Bangué
Frédérique Bangué, francoska atletinja, * 31. december 1976, Lyon, Francija.
Ni nastopila na poletnih olimpijskih igrah. Na svetovnih prvenstvih je v štafeti 4x100 m osvojila srebrno medaljo leta 2001, na svetovnih dvoranskih prvenstvih bronasto medaljo v teku na 60 m leta 1997, na evropskih prvenstvih naslov prvakinje v štafeti 4x100 m leta 1998, na evropskih dvoranskih prvenstvih pa srebrno medaljo v teku na 60 m istega leta.